# Прапор Камінь-Каширського району
Пра́пор Камінь-Каширського райо́ну затверджений сесією Камінь-Каширської районної ради.

## Опис
На зеленому прямокутному полотнищі зі співвідношенням сторін 2:3 жовтий скандинавський хрест з шириною перекладин в 1/4 ширини прапора. Поверх хреста щиток: в червоному полі білий вписаний хрест. Поверх щитка зміщений вниз і вправо щиток з гербом району.